# 千葉幹夫
千葉 幹夫（ちば みきお、1944年 - ）は、日本の児童文学作家、児童文学評論家、妖怪研究家。日本文藝家協会会員。

## 来歴
宮城県出身。早稲田大学法学部卒業。
早稲田大学在学中より、早大童話会から改名した少年文学会に所属。児童図書専門出版社勤務を経て独立。
2002年、『舌ながばあさん』で 第33回「講談社出版文化賞」絵本賞を受賞。

## 著書
- 『妖怪ぞくぞく事典』（三谷靭彦絵、てのり文庫） 1989
- 『妖怪お化け雑学事典』（講談社） 1991
- 『わたしは幽霊をみた 1』（桜庭文一絵、講談社KK文庫） 1991
- 『わたしは幽霊をみた 2』（桜庭文一絵、講談社KK文庫） 1993
- 『学校の怪奇七不思議』（小学館、ビッグ・コロタン） 1993
- 『幽霊伝説 あなたのそばのミステリーゾーン』（三谷靭彦、小学館、キッズ・ポケット・ブックス） 1994
- 『わたしは幽霊をみた 3』（桜庭文一絵、講談社KK文庫） 1994
- 『学校の七不思議ゾーン - まんが版怪奇伝説』（ながいのりあき共著、小学館、キッズ・ポケット・ブックス） 1994
- 『全国妖怪事典』（小学館ライブラリー） 1995
- 『学校の怪奇 七つの部屋』（小学館、ビッグ・コロタン） 1995
- 『にっぽん妖怪地図』（阿部正路共編、角川書店） 1996
- 『こわ～いゾクゾクわらい話』（とよたかずひこイラスト、講談社KK文庫） 1996
- 『妖怪ふしぎ物語』（ローカス編、インフォレスト、ローカスなるほどシリーズ） 2000
- 『舌ながばあさん』（武建華絵、小学館） 2001
- 『たのしいサッカー教室 1 サッカーはともだち』（湯浅健二監修、小峰書店） 2001
- 『お化けをよぶ百物語』（リブリオ出版） 2005
- 『日本の伝承遊びコツのコツ - 大きな図で解りやすい本 こんなにある草花遊び』1 - 2（リブリオ出版） 2005
- 『母と子のおやすみまえの小さなお話365』（ナツメ社） 2009
  - 『新版 母と子のおやすみまえの小さなお話365』（ナツメ社） 2011
- 『英語で楽しむ! 日本昔ばなし』（編著、ナツメ社） 2010
- 『楽しい絵本のつくりかた 絵本づくりのきほん・アイデアがたっぷり!』（監修、Gakken） 2013
- 『めざせ! 妖怪マスター おもしろ妖怪学100夜』（石井勉絵、子どもの未来社） 2016
- 『妖怪かるた』（石黒亜矢子絵、小峰書店） 2016

### 「ヘイタロウ妖怪ばなし」
- 『一つ目おばけと生首女 - ヘイタロウ妖怪ばなし 第一話』（西村郁雄絵、小峰書店） 1987
- 『妖怪に呪われた屋敷 - ヘイタロウ妖怪ばなし 第二話』（西村郁雄絵、小峰書店） 1987
- 『月夜にわらう百の顔 - ヘイタロウ妖怪ばなし 第三話』（西村郁雄絵、小峰書店） 1987
- 『死をよぶ幽霊のささやき - ヘイタロウ妖怪ばなし 第四話』（西村郁雄絵、小峰書店） 1987
- 『まばたきをする死人 - ヘイタロウ妖怪ばなし 第五話』（西村郁雄絵、小峰書店） 1987
- 『妖怪に呪われた屋敷 ヘイタロウ妖怪ばなし 上』（村上勉イラスト、てのり文庫） 1988
- 『月夜にわらう百の顔 ヘイタロウ妖怪ばなし 下』（村上勉イラスト、てのり文庫） 1988

### 伝記
- 『西郷隆盛と大久保利通』(高田勲絵、ポプラ社、テレビドラマシリーズ）1989
- 『豊臣秀吉 - 足軽から知恵ひとつでかけ上がった天下人』（大林かおる漫画、小学館、小学館版学習まんが人物館） 1996
- 『南方熊楠 - 自然を愛した「人間博物館」』（みやぞえ郁雄漫画、小学館、小学館版学習まんが人物館）

### 新・講談社の絵本
- 『桃太郎』（斎藤五百枝絵、講談社、新・講談社の絵本） 2001
- 『かぐや姫』（織田観潮絵、講談社、新・講談社の絵本） 2001
- 『浦島太郎』（笠松紫浪絵、講談社、新・講談社の絵本） 2001
- 『一寸法師』（笠松紫浪絵、講談社、新・講談社の絵本） 2001
- 『かちかち山』（尾竹国観絵、講談社、新・講談社の絵本） 2001
- 『猿蟹合戦』（井川洗涯絵、講談社、新・講談社の絵本） 2001
- 『舌切雀』（鴨下晁湖絵、講談社、新・講談社の絵本） 2001
- 『四十七士』（神保朋世絵、講談社、新・講談社の絵本） 2002
- 『宮本武蔵』（石井滴水絵、講談社、新・講談社の絵本） 2002
- 『曾我兄弟』（布施長春絵、講談社、新・講談社の絵本） 2002
- 『鉢かつぎ姫』（広川操一絵、講談社、新・講談社の絵本） 2002
- 『金太郎』（米内穂豊絵、講談社、新・講談社の絵本） 2002
- 『牛若丸』（近藤紫雲絵、講談社、新・講談社の絵本） 2002
- 『孫悟空』（本田庄太郎絵、講談社、新・講談社の絵本） 2002
- 『一休さん』（宮尾しげを絵、講談社、新・講談社の絵本） 2002
- 『安寿姫と厨子王丸』（須藤重絵、講談社、新・講談社の絵本） 2002
- 『孝女白菊』（富田千秋画、講談社、新・講談社の絵本） 2003

### 「よみきかせ絵本」
- 『よみきかせおはなし絵本』（成美堂出版） 2002
- 『よみきかせおはなし絵本 2』（成美堂出版） 2003
- 『よみきかせおはなし絵本 3』（成美堂出版） 2004
- 『よみきかせおはなし絵本 4』（成美堂出版） 2005
- 『CDできくよみきかせおはなし絵本 - むかしばなし・名作20 1』（久保純子読み聞かせ、成美堂出版） 2005
- 『CDできくよみきかせおはなし絵本 - むかしばなし・名作20 2』（西村由紀江読み聞かせ・ピアノ、成美堂出版） 2005
- 『CDできくよみきかせおはなし絵本 - むかしばなし・名作20 3』（雅姫読み聞かせ、成美堂出版） 2006
- 『CDできくよみきかせおはなし絵本（全3巻セット）』（成美堂出版）
- 『イソップ童話 よみきかせおはなし名作』（成美堂出版） 2005
- 『アンデルセン童話 よみきかせおはなし名作』（成美堂出版） 2006
- 『おばけばなし よみきかせ絵本』（成美堂出版） 2006
- 『わらいばなし よみきかせ絵本』（成美堂出版） 2006
- 『とんちばなし よみきかせ絵本』（成美堂出版） 2006

### 「怪談のとびら」
- 『学校の怪談12か月 怪談のとびら』（横田尚絵、リブリオ出版） 2005
- 『子どもが消える公園 怪談のとびら』（横田尚絵、リブリオ出版） 2005
- 『列車の窓にはりつく顔 怪談のとびら』（横田尚絵、リブリオ出版） 2006
- 『壁の中のうなり声 怪談のとびら』（横田尚絵、リブリオ出版） 2006
- 『とじこめられた霊たち 怪談のとびら』（横田尚絵、リブリオ出版） 2006

### 「妖怪のとびら」
- 『お化けをよぶ百物語 妖怪のとびら』（瞳一人絵、リブリオ出版） 2005
- 『おどるネコ化かすキツネ 妖怪のとびら』（瞳一人絵、リブリオ出版） 2005
- 『ヘイタロウ妖怪列伝 1の巻 一つ目男と生首女 妖怪のとびら』（瞳一人絵、リブリオ出版） 2006
- 『ヘイタロウ妖怪列伝 2の巻 月夜にうかぶ百の顔 妖怪のとびら』（瞳一人絵、リブリオ出版） 2006
- 『ヘイタロウ妖怪列伝 3の巻 魔王あらわれる 妖怪のとびら』（瞳一人絵、リブリオ出版） 2006

### 「日本名作おはなし絵本」
- 『かちかちやま』（井上洋介絵、小学館、日本名作おはなし絵本） 2009
- 『うしかたやまんば』（スズキコージ絵、小学館、日本名作おはなし絵本） 2009
- 『さんまいのおふだ』（早川純子絵、小学館、日本名作おはなし絵本） 2010
- 『はなたれこぞうさま』（荒井良二絵、小学館、日本名作おはなし絵本） 2010

### 「妖怪の日本地図」
- 『妖怪の日本地図 1（北海道・東北）』（粕谷亮美共著、石井勉絵、大月書店） 2012
- 『妖怪の日本地図 2（関東）』（粕谷亮美共著、石井勉絵、大月書店） 2012
- 『妖怪の日本地図 3（中部）』（粕谷亮美共著、石井勉絵、大月書店） 2012
- 『妖怪の日本地図 4（近畿）』（粕谷亮美共著、石井勉絵、大月書店） 2013
- 『妖怪の日本地図 5（中国・四国）』（粕谷亮美共著、石井勉絵、大月書店） 2013
- 『妖怪の日本地図 6（九州・沖縄）』（粕谷亮美共著、石井勉絵、大月書店） 2013

## 翻訳
- 『幽霊のひっこし』（ストックトンほか著、講談社、講談社青い鳥文庫Kシリーズ） 1996 - 短編怪奇小説8編を収録したアンソロジー
「一〇五号船室の怪」（F・マリオン・クロフォード）
「生首にかわったすいか」（岡本綺堂）
「すがたの見えない怪物」（フィッツ＝ジェイムズ・オブライエン）
「セミャント号の最後」（アルフォンス・ドーデー）
「ふしぎないもむし」（E・F・ベンスン）
「首(くび)のすげかえ」（蒲松齢）
「幽霊のひっこし」（フランク・R・ストックトン）
「四人めの乗客」（アメリア・B・エドワーズ）